# KV Woluwe-Zaventem
Ne pas confondre avec le White Star Woluwe, un autre club de football de la région.
Maillots
Dernière mise à jour : 29 juin 2018.
Le KV Woluwe-Zaventem est un club belge de football basé à Zaventem. Le club évolue en Division 3 Amateur lors de la saison 2018-2019.

## Historique
- 1921 : 01/02/1921, fondation de SAVENTHEM FOOTBALL CLUB et affiliation à la Ligue Belge de Football Association, fédération rivale de l'Union Belge des Sociétés de Football Association (URBSFA)[2].
- 1924 : 05/11/1924, affiliation à l'URBSFA de SAVENTHEM FOOTBALL CLUB [2].
- 1926 : décembre 1926, SAVENTHEM FOOTBALL CLUB reçoit le numéro matricule 424 [2].
- 1939 : f17/07/*1939, ondation de SPORTING CLUB WOLUWE VOETBALVEREENIGING [2].
- 1941 : 19/08/1941, changement de dénomination de SPORTING CLUB WOLUWE VOETBALVEREENIGING en WOLUWE SPORTING CLUB. Affiliation à l'URBSFA de WOLUWE SPORTING CLUB le 05/11/1941; le club reçoit le numéro 3197[2].
- 1951 : 13/04/1951, obtention du titre de Société Royale le 13/04/1951 et changement de dénomination de SAVENTHEM FOOTBALL CLUB (424) en KONINKLIJKE SAVENTHEM FOOTBALL CLUB (424), le 09/05/1951 [2].
- 1972 : 01/07/1972, changement de dénomination de KONINKLIJKE SAVENTHEM FOOTBALL CLUB (424) en KONINKLIJKE VOETBALCLUB ZAVENTEM (424). Fondation de WOSJOT WOLUWE en 1972 et affiliation à Katholiek Sportverbond Brabant, fédération rivale de l'URBSFA[2].
- 1982 : 21/06/1982, affiliation à l'URBSFA de WOSJOT WOLUWE,  le club reçoit le numéro matricule 8836 [2].
- 1991 : 01/07/1991, après obtention du titre de Société Royale vers 01/03/1991, changement de dénomination de WOLUWE SPORTING CLUB (3197) en WOLUWE ROYAL SPORTING CLUB (3197) [2].
- 1993 : 01/07/1993, fusion de WOLUWE ROYAL SPORTING CLUB (3197) et WOSJOT WOLUWE (8836) pour former KONINKLIJKE VOETBALKLUB WOSJOT WOLUWE (3197) [2].
- 2003 : 01/07/2003, fusion de KONINKLIJKE VOETBALCLUB ZAVENTEM (424) et KONINKLIJKE VOETBALKLUB WOSJOT WOLUWE (3197) pour former KV WOLUWE ZAVENTEM (3197) [2].

## Évolution du niveau
Le K. VK Wosjot Woluwé (matricule 3197) est champion provincial du Brabant au terme de la saison 2001-2002 et monte en séries nationales pour la première fois de son Histoire. Cette première aventure s'arrête après un championnat remporté par Diegem Sport et terminé à la 15e place juste derrière Schoten et devant le Racing Jet Wavre.

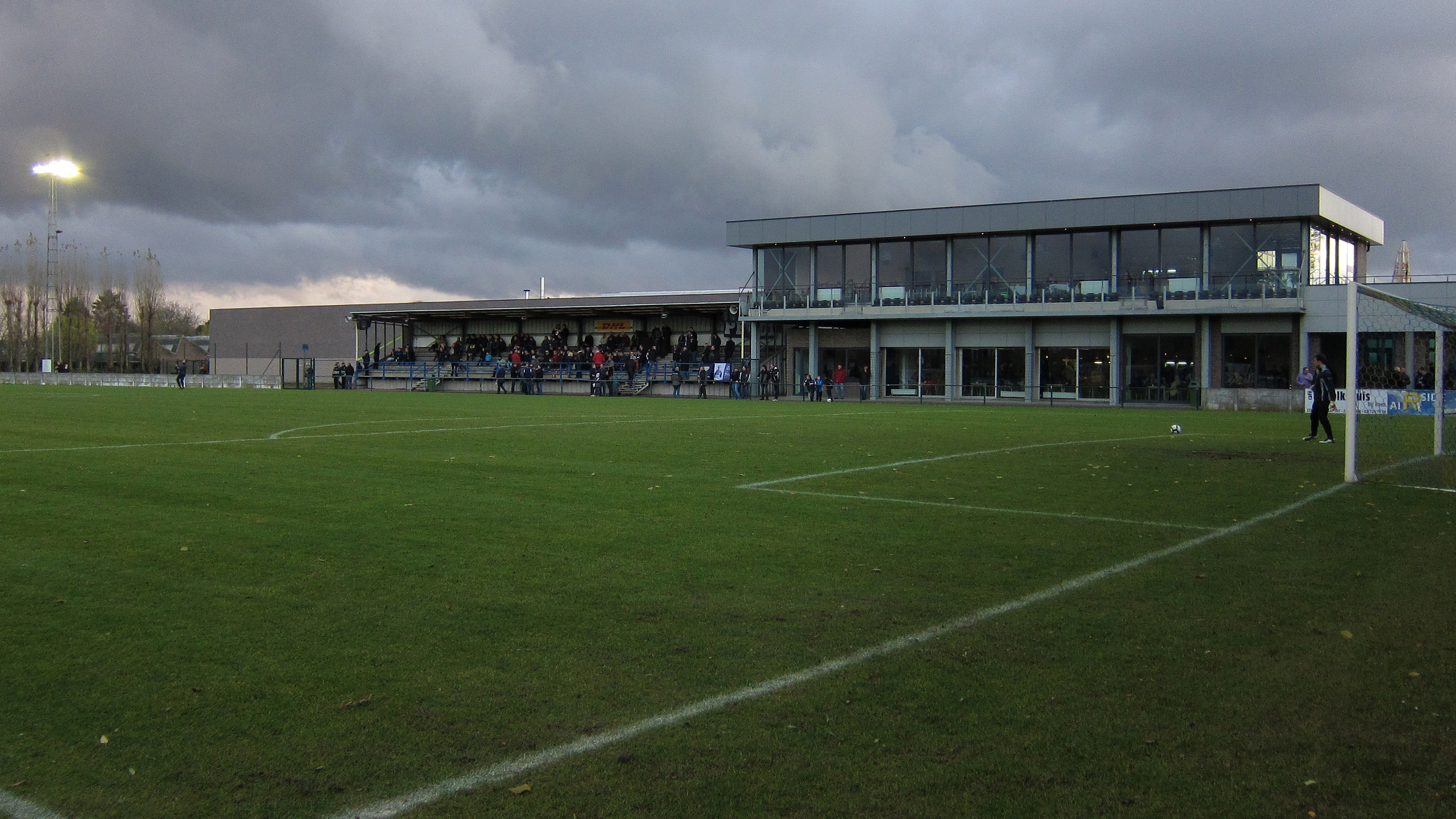
Le stade du club.

Rentré en P1 Brabant, le club fusionne avec le K. VC Zaventem (matricule 424) et devient le KV Woluwe-Zaventem sous le matricule 3197.

### Croissance rapide
Le cercle constitué termine deux fois à la cinquième place en P1, puis est sacré champion provinciale au terme de la saison 2005-2006. Le grand retour en nationale est ponctué d'une 6e place finale en 2007. La saison suivante, le "KVWZ" est vice champion derrière le K. RC Gent-Zeehaven. Pendant le tour final, les "Aviateurs" éliminent Ciney (0-2) puis Londerzeel (4-0) pour atteindre la finale. La rencontre décisive est gagnée (3-1) contre Lille et offre la montée en Division 3.
Pour sa découverte du 3e niveau, Woluwe-Zaventem finit juste derrière le Standaard Wetteren champion.
Cette saison-là, le tour final est étriqué en raison de la réforme décidée au niveau de la Division 1 réduite à 16 équipes. Trois équipes de Division 2 sont contraintes de participer. Woluwe-Zaventem évite le "Tour préliminaire" puis se retrouve confronté deux clubs initialement sauvés à l'étage au-dessus. Contre l'Excelsior Virton. Un "thriller" attend les fans des Jaunes et Bleus. Après une courte défaite (2-1) en Gaume, les "Aviateurs" se retrouvent menés 0-1 avant d'être réduits à 9. Malgré cela ils renversent la situation et force la prolongation pendant laquelle ils émergent (3-1). Au tour suivant, c'est l'Olympic Charleroi-Marchienne qui se trouve sur le chemin des banlieusards bruxellois. Après une victoire (2-0), le matricule 3197 souffre au stade de La Neuville où les "Dogues" ouvrent le score. Woluwe-Zaventem résiste et s'il s'incline (1-0) se qualifie pour la finale. La manche aller de celle-ci, contre Boussu Dour (ex-Francs Borains), est jouée à Woluwe-Zaventem et se solde par un nul vierge. Les "Aviateurs" s'écroulent lors du retour, au stade Vedette, dans le Borinage (5-1).
En fin de saison 2009-2010, le KV Woluwe-Zaventem se classe 4e mais ne peut participer au tour final, faute de licence pour la D2.
En fin de 2011, le gagne un rang (3e) d'une série remportée par le White Star Woluwé. Lors du tour final, le KVZW atteint de nouveau la finale après avoir éliminé l'Union St-Gilloise (défaite 2-1 et victoire 4-1) et de nouveau Virton (deux victoires 1-0 et 1-3). La partie décisive est perdue contre SK Sint-Niklaas (défaite 0-1 puis partage 1-1).
Malgré une 4e place finale à dix longueur du champion Dessel Sport, en fin de championnat 2011-2012, Woluwe-Zaventem est présent au tour final. Celui-ci tourne court car le dicton "jamais deux sans trois" ne s'applique pas. L'Excelsior Virton prend sa revanche (1-1 en Gaume puis 2-3 à proximité de l'aéroport).

### Enfin la D2
Comparativement à ses devanciers, l'exercice 2012-2013 est mièvre avec une 12e place. Par contre, un an plus tard, le KV Woluwe-Zaventem touche au but et remporte le titre qui lui ouvre les portes de la Division 2.
L'apprentissage du football professionnel est très difficile voire impossible. le club a élargi son noyau en misant sur des jeunes, dont Anthony Benazzi ou Axel Dheur. Le premier est un buteur prolifique avec la JS Taminoise, le second un médian prometteur au FC Huy. Mais ni l'un n i l'autre ne reçoivent assez de temps de jeu pour démontrer leur talent.
Woluwe-Zaventem ne quitte pas les tréfonds du classement de ce qui est désormais la "Proximus League". Le club ne totalise que 7 points après la première série de 12 rencontres, mais n'en prend qu'à peine autant lors des deux suivantes (2 x 4 points). Bon dernier, le matricule 3197 n'introduit pas de demande de licence et s'en retourne vers la D3. Cette même saison trois autres clubs sont la même situation, sans licence: le RC Malines, le RAEC Mons (qui en faillite arrête ses activités peu après) et le SC Eendracht Alost.

### Joie éphémère et dégringolade
Après plusieurs saisons de succès, et donc un bref passage dans l'antichambre de l'élite, l'ambiance est beaucoup tristounette à Woluwe-Zaventem. Dans la dernière saison de l'Histoire de la Division3, en raison de la grande réforme mise en place, le matricule 3197 est de nouveau plongé dans la lutte pour le maintien et ne quitte jamais le fond du classement. Le club parvient "à limiter la casse" en évitant la dernière place qui échoit à Diegem Sport. Toutefois, les "Aviateurs" descendent d'un niveau, soit vers le 4e, la désormais ex-Promotion, qui prend le nom de "Division 2 Amateur".
Pour Woluwe-Zaventem, le championnat 2016-2017 est équivalent aux deux précédents : être largué en fond de classement. Versé en D2 Amateur V FV série B, le KVZW termine la première période de dix matchs sans la moindre victoire et deux petits points glanés. La deuxième période n'est guère plus florissante: 7 points et un premier succès obtenu lors de la dernière journée du premier tour. Une remontée fantastique est opérée durant la dernière période. le KVZW comptabilise 20 points sur les 30 mis en jeu (ce qui équivaut au 3e meilleur score de la série) et termine le championnat par une série de 7 rencontres sans défaite. Mais le mal était trop profond. Le matricule 3197 échoue à une unité du barragiste (Tirlemont aussi auteur d'un sursaut tardif) et doit descendre en compagnie de Grimbergen.
Renvoyé en Division 3 Amateur, le KV Woluwe-Zaventem retrouve le 5e niveau hiérarchique qu'il avait quitté 11 ans plus tôt. Deux saisons plus tard, le club retourne en Provinciales. Quand les compétitions sont arrêtées, le 12 mars 2020, en raison de la Pandémie de Covid-19, le matricule 3197 occupe le 16e et dernier rang de la P1 Brabant flamand. Peu après, le gel des classements et l'application des montées et descentes réglementaires (tours finaux non compris) renvoie le club en « P2 ». Le nouvel arrêt des championnats et leur annulation en 2020-2021 n'est une mauvaise chose pour le KV Woluwe-Zaventem qui n'est que 14e sur 16 avec 2 points sur 15, au moment  de l'interruption à l'automne 2020 !

## Résultats dans les divisions nationales
Statistiques mises à jour le 10 juin 2021 - au terme de la saison 2020-2021

### Bilan
| Niv | Divisions     | Jouées | Titres | TM Up | TM Down |
| --- | ------------- | ------ | ------ | ----- | ------- |
| I   | 1re nationale | 0      | 0      |       |         |
| II  | 2e nationale  | 1      | 0      |       |         |
| III | 3e nationale  | 7      | 1      | 4     |         |
| IV  | 4e nationale  | 4      | 0      | 1     |         |
| V   | 5e nationale  | 2      | 0      |       |         |
|     |               |        |        |       |         |
|     | TOTAUX        | 14     | 1      | 5     | 0       |

- TM Up : test-match pour départager des égalités, ou toutes formes de Barrages ou de Tour final pour une montée éventuelle.
- TM Down : test-match pour départager des égalités, ou toutes formes de Barrages ou de Tour final pour le maintien.

### Classements
| Ordre               | Saison  | Nom du club        | Niveau                         | Classement final | Remarques             |
| ------------------- | ------- | ------------------ | ------------------------------ | ---------------- | --------------------- |
| 1                   | 2002-03 | KV Wosjot Woluwe   | Promotion série B              | 15e/16           | Relégué !             |
| séries provinciales |         |                    |                                |                  |                       |
| 2                   | 2006-07 | KV Woluwe-Zaventem | Promotion série B              | 5e/16            |                       |
| 3                   | 2007-08 | KV Woluwe-Zaventem | Promotion série B              | 2e/16            | Promu via tour final! |
| 4                   | 2008-09 | KV Woluwe-Zaventem | Division 3 série A             | 2e/16            | Tour final!           |
| 5                   | 2009-10 | KV Woluwe-Zaventem | Division 3 série B             | 4e/18            | [ saisons 3 ]         |
| 6                   | 2010-11 | KV Woluwe-Zaventem | Division 3 série B             | 4e/16            | Tour final!           |
| 7                   | 2011-12 | KV Woluwe-Zaventem | Division 3 série B             | 4e/18            | Tour final!           |
| 8                   | 2012-13 | KV Woluwe-Zaventem | Division 3 série B             | 12e/19           | Tour final!           |
| 9                   | 2013-14 | KV Woluwe-Zaventem | Division 3 série B             | 1er/18           | Champion et promu!    |
| 10                  | 2014-15 | KV Woluwe-Zaventem | Division 2                     | 18e/18           | Relégué!              |
| 11                  | 2015-16 | KV Woluwe-Zaventem | Division 3 série B             | 18e/19           | Relégué!              |
| 12                  | 2016-17 | KV Woluwe-Zaventem | Division 2 Amateur VFV série B | 16e/16           |                       |
| 13                  | 2017-18 | KV Woluwe-Zaventem | Division 3 Amateur VFV série B | 9e/16            |                       |
| 14                  | 2018-19 | KV Woluwe-Zaventem | Division 3 Amateur VFV série B | 15e/16           | Relégué!              |
| séries provinciales |         |                    |                                |                  |                       |